# Iván Erőd
Iván Erőd (hongarès: Erőd Iván)  (Budapest, 2 de gener de 1936 - Viena, 24 de juny de 2019) va ser un compositor i pianista hongarès-austríac. Educat a Budapest, va emigrar a Àustria el 1956, on va estudiar a l'Acadèmia de Música de Viena. Va tenir èxit com a pianista i compositor d'òperes, música de cambra i molt més, amb elements del serialisme, la música popular hongaresa i el jazz. Primer va ser professor de teoria i composició musical a la Universitat de Música de Graz (1967-1989), després professor de composició a l'Acadèmia de Música de Viena des de 1989.
Nascut a Budapest, Erőd va estudiar a l'Acadèmia de Música Franz Liszt amb Pál Kadosa (piano) i Ferenc Szabó (composició). Va emigrar a Àustria el 1956 i va estudiar a l'Acadèmia de música de Viena, amb Richard Hauser (piano) i Karl Schiske [de] (composició). Va rebre diplomes de piano i composició el 1961. Va prendre diverses classes d'estiu al "Darmstädter Ferienkurse", estudiant amb Eduard Steuermann i Luigi Nono. El 1960 va iniciar una carrera com a pianista, tocant a Europa i al Pròxim Orient.
De 1962 a 1968 va ser un solista de répétiteur al "Wiener Staatsoper" i al "Wiener Festwochen". Del 1967 al 1989 va ensenyar teoria i composició musical a la Universitat de Música i Arts Escèniques, Graz, i després va impartir classes a l'Acadèmia de Música de Viena, primer com a professor convidat a "Tonsatz" (harmonia i contrapunt) i des de 1989 com a professor. Entre els seus estudiants figuraven Georg Friedrich Haas, Gerhard Präsent i Johannes Maria Staud.
El germà i els avis d'Erd van ser assassinats a Auschwitz el 1944. Va fugir d'Hongria després dels fets de 1956. Es va casar el 1969 i va tenir cinc fills, entre ells Adrian, un baríton, i Leonard, fagot a l'Orquestra Simfònica de la Ràdio de Viena. Va morir per complicacions d'un ictus a Viena el 24 de juny de 2019.
Estilísticament, la música d'Erőd fou inicialment influenciada per hongaresos com Béla Bartók i Zoltán Kodály. Abans de la seva emigració i durant els seus estudis a Viena, es va interessar per la dodecafonia de la "Segona Escola vienesa" i pel serialisme. El seu Trio eòlic, op. 4 (1957, revisat el 1987), i el seu Ricercare ed Aria, op. 11 per a quartet de vent (1965) es basen en escales de dotze tons, com és la seva primera òpera, Das Mädchen, der Matrose und der Student (La noia, el mariner i l'estudiant, 1960). Va començar a compondre la seva segona òpera Die Seidenraupen (The Silkworms) el 1964 i la va completar el 1968, quan es va estrenar amb èxit durant el "Wiener Festwochen"" al ""Theatre an der Wien" els cantants foren Jeannette Pilou i Oskar Czerwenka.
El compositor descriu l'obra com a base de tres escales, per als tres personatges principals, que es deriven els uns dels altres i que de vegades es combinen de manera que condueix a la tonalitat. La seva primera sonata de violí, op. 14' (1969/70), va tornar a una "nova tonalitat", incorporant elements hongaresos i "gitanos". Va dedicar Milchzahnlieder (Baby Tooth Songs) a soprano i orquestra de cambra, op. 17 (1973), i Krokodilslieder (Cançons de cocodril), per a orquestra de baríton i cambra, op. 28 (1979), als seus cinc fills. Erőd va compondre obres orquestrals, com un concert de violí, op. 15 (1973), un per a viola concerto, op. 30 (1979/80), un concert de violoncel, op. 80, estrenat el 2005 al festival styriarte, un concert de clarinet, op. 88 (2011), així com un doble concert per a clarinet i fagot, op. 72 (1999), Soirées imaginaires, op. 38 (1981), la Simfonia "Del vell món", op. 67 (1995). i la 2a Simfonia, op. 75 (2001).
La seva música de cambra inclou tres quartets de corda, op. 18, 26 i 78, dos sextets de corda, op. 45 i 68, i Bukolika per a conjunt de cambres, op. 64 (1994), sobre la vida rural hongaresa. El seu primer trio de piano, op. 21, va ser escrit el 1976, el seu segon trio op. 42 el 1982; va escriure un trio per a clarinet, violí i piano. 59 - per encàrrec del Verdehr Trio - el 1991, així com un quartet de piano op. 54 el 1987; les dues sonates per a violí i piano op. 14 (1970) i op. 74 (2000) es troben entre les més populars de les seves obres. Va compondre lieder, com Canti di Ungaretti (1988) i "Vier Gesänge" op. 44. El cicle de cançons Über der Asche zu singen, op. 65 (1994) reflecteix la persecució de la seva família quan era petit.
A la dècada de 1970 i a la dècada de 1980 va ser influenciat per Jazz i Blues, que es mostra en el seu concert de piano, op. 19, al segon trio de piano, op. 42 (1981/82), i a la Sinfonietta de Minnesota op. 51. Algunes de les seves obres vocals són més serioses, com el Vier Gesänge, op. 44 (1983), el cicle de cançons Schwarzerde (sòl negre) per a baríton i orquestra, op. 49 (1984/85), i la cantata Vox Lucis (Veu de la llum), op. 56 (1988/89).

## Premis
- 1962: Concurs internacional de piano Ferruccio Busoni, tercer premi
- 1970: Österreichischer Staatspreis (Premi Nacional d'Àustria)
- 1981: Musikpreis des Landes Steiermark (Premi de Música de l'estiria)
- 1986: Premi de la música de Viena
- 2001: Gran Decoració d'Honor en Plata per a Serveis a la República d'Àustria (= 7a classe)
- 2006: Membre honorífic de la Österreichischer Komponistenbund (Associació de compositors austríacs)
- 2019: Kennedy Center for the Performing Arts 'Medalla d'or a les arts